# Minacce di morte
Minacce di morte (titolo originale in francese Menaces de mort) è un racconto dello scrittore belga Georges Simenon, con protagonista il personaggio del commissario Maigret.
Venne scritto a Fontenay-le-Comte, in Vandea, nell'inverno 1941-42.

## Trama
Emile Grosbois, un milionario arricchitosi nel settore dei rottami, ha ricevuto lettere contenenti minacce di morte. Forte delle sue amicizie altolocate, viene a chiedere l'aiuto della Polizia Giudiziaria e invita Maigret a trascorrere il fine settimana nella sua casa di campagna. Maigret accetta di occuparsi del caso e durante le indagini scopre una strana famiglia in cui tutti sembrano interessati alla fortuna accumulata dallo stesso Grosbois.

## Edizioni
Il racconto venne pubblicato in francese per la prima volta in sei puntate su "Révolution nationale", dall'8 marzo al 12 aprile 1942. Ne esiste anche una versione illustrata da Loustal uscita nel 2001.
In italiano è stato pubblicato per la prima volta nel 2014, nella raccolta Minacce di morte e altri racconti, in traduzione di Marina Di Leo, presso Adelphi (parte della collana "gli Adelphi", al n° 454).